# Panzhousaurus rotundirostris
Panzhousaurus rotundirostris è un rettile acquatico estinto, appartenente ai saurotterigi. Visse nel Triassico medio (Anisico, circa 244 milioni di anni fa) e i suoi resti fossili sono stati ritrovati in Cina.

## Descrizione
Lungo poche decine di centimetri, questo animale doveva essere simile a una lucertola adattata alla vita marina. Panzhousaurus possedeva un insieme di caratteristiche che lo rendevano molto simile ai pachipleurosauri, come Neusticosaurus e Keichousaurus: la finestra temporale superiore era più piccola dell'orbita, le ossa parietali erano larghe e piatte, le costole cervicali erano dotate di due teste articolari prossimali, le costole dorsali erano dotate di parti prossimali pachiostotiche, e le costole sacrali non erano espanse. Panzhousaurus, tuttavia, si distingueva da qualunque altro saurotterigio arcaico per la presenza di un muso corto e arrotondato, l'ulna dritta con un margine posteriore concavo e quattro carpli distali; inoltre, Panzhousaurus era dotato di 24 vertebre cervicali e 20 dorsali.

## Classificazione
Panzhousaurus rotundirostris è stato descritto per la prima volta nel 2019, sulla base di un esemplare quasi completo rinvenuto nella zona di Panzhou, nella provincia di Guizhou in Cina, risalente all'Anisico. Panzhousaurus è considerato un rappresentante arcaico dei saurotterigi, il grande gruppo di rettili acquatici che si diversificò nel corso del Triassico dando origine anche ai ben noti plesiosauri. Panzhousaurus, in particolare, è considerato un saurotterigio basale di grado pachipleurosauro, affine ad altri saurotterigi come il già citato Keichousaurus o Hanosaurus.